# 宋錦 (雍正進士)
宋锦（1706年—1772年），字在中，号东郊，河南武陟县人，清朝政治人物。

## 生平
生于康熙四十五年四月二十二日子时，雍正乙酉拔贡，壬子癸丑联捷进士，乾隆三年戊午任四川嘉定府犍为县知县，辛酉科四川乡试同考官，九年大计卓开，十一年题升合州知州，十六年调广东德庆州，十八年调崖州，二十六年署惠州通判，二十九年升琼州府同知，三十二年升知州，署广州海防军民府，三十三年戊子广署澳门军民府，是年秋告归，三十七年十一月十六日辰时寿终，享寿六十有七。

## 纪念
诰授奉政大夫，所到之处，具有贤声，犍为县士民设帐祖道送至河岸留靴存迹，合州士民画像于濂溪书院，德庆州民既为障以志政绩，又赠袍及盖载庶民之姓氏，崖州民设长生禄位于珠崖书院，又赠袍及盖。

## 著作
著有《种棉说》一篇，《西川》《岭南》诗集二集，《戒家人诗》四章，别艺谨存数十篇。

## 家庭
原配汪氏庠生永公女赠宜人，继配范氏太学生澜如公女，封宜人。